# كي نت (شركة)
كي نت شركة كويتية تقدم خدمات مصرفية آلية لجميع البنوك الكويتية. تلتزم كي نت بمتابعة وتبني أحدث التكنولوجيات في مختلف مجالات الخدمات المصرفية الآلية وبالتالي تحرص على تقديم أعلى مستوى من الخدمات المصرفية الآلية المتوفرة عالميا لبنوكها الأعضاء والمجتمع المصرفي الكويتي. زالبنك يدعي بامتيازه بالكفاءة وأعلى درجات الأمان في إتمام العمليات المصرفية الآلية لعملاءه.
تقدم كي نت خدماتها لجميع البنوك العاملة في الكويت وهي تقدم أيضا لبنوكها الأعضاء وعملاءهم خدمات مصرفية آلية في دول مجلس التعاون الخليجي كجزء من ارتباطها مع الشبكة الخليجية. وتهدف الشركة لتصبح كمنظمة رائدة في مجالها وذات التزام وذلك عن طريق التطبيق والتطوير وتبني أخر ما توصلت له التكنولوجيا الحديثة مما يمكنها من تقديم جل الحلول والخدمات. وتهدف الشركة من من عملها بشكل رئيسي إلى تطوير دقة وكفاءة العمليات المالية المقدمة لعملائها والوصول (لأقل التكاليف)، ومما يساعد على تطبيق ذلك هو إيجاد بيئة عمل تدعم وتشجع مختلف اسهامات موظفيها.

## نبذة تاريخية
تأسست شركة الخدمات المصرفية الآلية المشتركة (ش.م.ك.م.) عام 1992م بمشاركة جميع البنوك المحلية آنذاك، لربط أنظمة البنوك المحلية لتوفير جملة من الخدمات المصرفية بتقنيات متطورة لتواكب التقدم، آخذة بعين الاعتبار المقاييس والمعايير الدولية الخاصة بهذه الصناعة، وقد بدأت الشركة بتقديم الخدمات لجمهور البنوك المحلية في عام 1994م.
- ومن تلك الخدمات هي:

- ربط شبكة الصراف الآلي محليا
- خدمة نقاط البيع
- خدمة الصراف الآلي
- البوابة الإلكترونية
- الشبكة الخليجية
- طباعة الشيكات باستخدام الـ MICR
- تحصيل المدفوعات عبر الجوال

## البنوك الأعضاء
- بنك الكويت الوطني
- بنك الكويت الدولي
- بيت التمويل الكويتي
- بنك الخليج
- البنك التجاري الكويتي
- بنك بوبيان
- بنك برقان
- بنك البحرين والكويت
- بنك وربة
- البنك الأهلي الكويتي
- البنك الأهلي المتحد